# Моріс Фомбер
Морі́с Фомбе́р (нар. 23 вересня 1906, Jardres — пом. 1 січня 1981, La Verrière) — французький поет.

## Біографія
Моріс Фомбер втратив матір після народження і виріс разом зі своїм батьком та дідусем і бабусею по матері в сільській місцевості в Бонней-Матур на берегах В'єни. Він відвідував коледж у Шательро, педагогічну вищу школу у Пуатьє та Вищу нормальну школу в Сен-Клу. Будучи вчителем середньої школи, він викладав у різних місцях і, нарешті, у Парижі. У 1966 році він захворів, помер у 1981 році і був похований у Бонней-Матурі.
З 1930 року Фомбер, якого підтримував Андре Салмон, почав публікувати власні вірші, з 1942 по 1967 рік публікувався у видавництві Gallimard. У 1980 році він отримав Велику премію за поезію від Французької академії. Багато його віршів покладено на музику, зокрема Френсісом Пуленком.

## Твори
- Silences sur le toit. 1930.
- Les moulins de la parole. 1936.
- À dos d'oiseau. 1942. Gallimard, Paris 1971.
- Arentelles. Gallimard, Paris 1943.
- Aux créneaux de la pluie. Gallimard, Paris 1947.
- Les Étoiles brûlées (1950). Une Forêt de charme (1955). Gallimard, Paris 1983.
- Poussière du silence. Seghers, Paris 1950.
- Pendant que vous dormez… Gallimard, Paris 1953.
- Une forêt de charme. Poèmes d'amour. Gallimard, Paris 1955.
- Sous les tambours du ciel. Gallimard, Paris 1959.
- Quel est ce cœur? Gallimard, Paris 1963.
- À chat petit. Gallimard, Paris 1967.